# Byrdmaniax
| Recensione                    | Giudizio |
| ----------------------------- | -------- |
| AllMusic                      |          |
| Christgau's Record Guide      | B−       |
| Encyclopedia of Popular Music | [ 2 ]    |
| Entertainment Weekly          | B+       |
| Piero Scaruffi                | 4/10     |

Byrdmaniax è un album discografico del gruppo folk rock statunitense The Byrds, pubblicato nel giugno 1971 dalla Columbia Records.

## Descrizione
L'album è il secondo dei Byrds pubblicato nella formazione costituita da Roger McGuinn, Clarence White, Gene Parsons e Skip Battin e fu registrato principalmente all'inizio del 1971, mentre la band era nel mezzo di un estenuante giro di concerti. Come risultato, il gruppo ebbe molto poco tempo per rifinire le nuove canzoni prima dell'inizio delle sessioni in studio di registrazione, e molto del materiale fu da loro solo abbozzato. Byrdmaniax fu accolto negativamente dalla critica, in particolare negli Stati Uniti, e contribuì non poco al declino commerciale e di popolarità dei Byrds.
Il disco raggiunse la posizione numero 46 nella classifica Billboard Top LPs ma non entrò in classifica nel Regno Unito. La canzone I Trust (Everything Is Gonna Work Out Alright) venne pubblicata come singolo il 7 maggio 1971 in Gran Bretagna ma fallì l'entrata nelle classifiche. Un secondo singolo estratto dall'album, Glory, Glory, fu pubblicato il 20 agosto 1971 e raggiunse la posizione numero 110 nella classifica statunitense di Billboard, ma fu nuovamente ignorato nel Regno Unito. Byrdmaniax rimane uno dei dischi meno apprezzati nel catalogo dei Byrds, in gran parte a causa dell'incongrua aggiunta di archi, sezioni fiati e cori gospel, aggiunti dal produttore Terry Melcher e dall'arrangiatore Paul Polena in fase di missaggio, secondo quanto riferito senza il consenso della band.

## Tracce
1. Glory, Glory – 4:03 - (A. Reynolds)
2. Pale Blue – 2:22 - (Roger McGuinn/Gene Parsons)
3. I Trust – 3:19 - (Roger McGuinn)
4. Tunnel of Love – 4:59 - (Skip Battin/Kim Fowley)
5. Citizen Kane – 2:36 - (Skip Battin/Kim Fowley)
6. I Wanna Grow up to Be a Politician – 2:03 - (Roger McGuinn/Jacques Levy)
7. Absolute Happiness – 2:38 - (Skip Battin/Kim Fowley)
8. Green Apple Quick Step – 1:49 - (Gene Parsons/Clarence White)
9. My Destiny – 3:38 - (H. Carter)
10. Kathleen's Song – 2:40 - (Roger McGuinn/Jacques Levy)
11. Jamaica Say You Will – 3:27 - (Jackson Browne)

## Formazione
The Byrds
- Roger McGuinn - chitarra, voce
- Clarence White - chitarra, mandolino, voce
- Skip Battin - basso, voce
- Gene Parsons - batteria, armonica, banjo, voce

Musicisti aggiuntivi
- Larry Knechtel - pianoforte (tracce 1, 4, 5, 6, 9) e organi (tracce 4, 7)
- Terry Melcher - piano (traccia 3)
- Sneaky Pete Kleinow - pedal steel guitar (tracce 3, 9)
- Byron Berline - violino (traccia 8)
- Eric White Sr. - armonica (traccia 8)
- Jimmi Seiter - percussioni (tracce 4, 5, 7)
- Merry Clayton - cori (traccia 1)

Musicisti sconosciuti
- coro femminile (tracce 1, 3, 4)
- sezione archi (tracce 2, 7, 11)
- corno inglese (tracce 4, 10)
- sassofono (tracce 4, 6)
- tromba (traccia 5)
- arpa (traccia 7)
- orchestra (traccia 10)

Produzione
- Terry Melcher, Chris Hinshaw - produzione
- Eric Prestidge, Glen Kolotkin, Chris Hinshaw - ingegneri del suono
- Paul F. Polena - arrangiamenti (orchestra, archi, fiati, cori; violino, organo e sovraincisioni piano)